# Примгар (Айова)
Примгар (англ. Primghar) — місто (англ. city) в США, в окрузі О'Браєн штату Айова. Населення — 896 осіб (2020).

## Географія
Примгар розташований за координатами 43°5′11″ пн. ш. 95°37′15″ зх. д. / 43.08639° пн. ш. 95.62083° зх. д. (43.086379, -95.620903).  За даними Бюро перепису населення США в 2010 році місто мало площу 3,58 км², уся площа — суходіл.

## Демографія
Згідно з переписом 2010 року, у місті мешкало 909 осіб у 392 домогосподарствах у складі 247 родин. Густота населення становила 254 особи/км².  Було 444 помешкання (124/км²).
Расовий склад населення:
| - 96,5 % — білих - 0,4 % — азіатів - 0,3 % — корінних американців - 0,3 % — чорних або афроамериканців |

До двох чи більше рас належало 1,5 %. Частка іспаномовних становила 2,2 % від усіх жителів.
За віковим діапазоном населення розподілялося таким чином: 23,8 % — особи молодші 18 років, 52,9 % — особи у віці 18—64 років, 23,3 % — особи у віці 65 років та старші. Медіана віку мешканця становила 43,9 року. На 100 осіб жіночої статі у місті припадало 91,4 чоловіків;  на 100 жінок у віці від 18 років та старших — 83,8 чоловіків також старших 18 років.
Середній дохід на одне домашнє господарство  становив 62 668 доларів США (медіана — 51 042), а середній дохід на одну сім'ю — 66 388 доларів (медіана — 68 036). За межею бідності перебувало 10,2 % осіб, у тому числі 16,4 % дітей у віці до 18 років та 7,4 % осіб у віці 65 років та старших.
Цивільне працевлаштоване населення становило 491 осіб. Основні галузі зайнятості: освіта, охорона здоров'я та соціальна допомога — 22,2 %, виробництво — 18,5 %, мистецтво, розваги та відпочинок — 9,8 %, роздрібна торгівля — 8,8 %.